# Blindis
Der Blindis, auch Blindisspitze genannt, ist ein 3000 m ü. A. hoher Berggipfel in der Lasörlinggruppe (Venedigergruppe) im Nordwesten Osttirols. Die Erstbesteigung des Blindis gelang am 5. Juli 1894 J. Erlsbacher mit V. Ladstädter und B. Troger.

## Lage
Der Blindis liegt im Westen der Lasörlinggruppe an der Gemeindegrenze zwischen Prägraten am Großvenediger im Nordosten und St. Jakob in Defereggen im Südwesten. In der Kernzone des Nationalparks Hohe Tauern gelegen befindet sich der Blindis zwischen dem Ostgipfel des Stampfleskopf (3068 m ü. A.) im Nordwesten und des Pitzleshorn (2942 m ü. A.) im Osten. Am Nordwestgrat trennt die Blindisscharte (2950 m ü. A.) den Blindis vom Stampfleskopf, der Übergang am Südostgrat zum Pitzleshorn wird von der Pitzlesscharte (2860 m ü. A.) markiert. Der langgezogene Südwestgrat wird auch als Scheibenplattengrat bezeichnet. Die südwestlichen Abhänge werden als Im Blindis bezeichnet und erstrecken sich über die Durfeldalm bis hinab ins Tal des Trojeralmbachs. Südöstlich liegt der Blindissee und ehemalige Knappengruben, im Norden das Quellgebiet des Lasnitzenbachs. Nächstgelegene Schutzhütte ist im Südosten die Lasörlinghütte.

## Aufstiegsmöglichkeiten
Der Normalweg auf den Blindis erfolgt aus dem Tal des Trojeralmbachs zur Durfeldalm und danach weglos zum Nordwestgrat und zum Gipfel. Der Schwierigkeitsgrad wird je nach Quelle als kurz und einfach aus der Blindisscharte bzw. als kurze Kletterei (I-II) beschrieben. Alternative Anstiegsrouten bestehen über den Südostgrat aus der Pitzlesscharte (I) oder über den Südwestanstieg/Südwestgrat (beide III).